# 神奈川スケートリンク
神奈川スケートリンク（かながわスケートリンク）は、神奈川県横浜市神奈川区の反町公園に隣接して所在するスケートリンク。所有者・管理者は、公益財団法人横浜市スポーツ協会。横浜銀行が施設命名権（ネーミングライツ）を取得しており、名称を横浜銀行アイスアリーナ（よこはまぎんこうアイスアリーナ）と呼ばれている。

## 概要
旧スケートリンクの建物は、もとは土浦海軍航空隊の飛行場格納庫で、1949年3月∼6月に開催された日本貿易博覧会の芸能館として使用する目的で当地に移築された。その後体育館に改装され、11月に行われた第4回国民体育大会では「反町体育館」として体操競技の会場となった。この体育館の運営を目的とした財団法人神奈川体育館が設立され、横浜市から体育館を譲り受け、1951年2月に体育館とスケートリンクが開業した。かつては東日本大震災で練習リンクが使用不可となった羽生結弦も同施設で練習を行っていた。
しかし建物の老朽化で2014年6月30日に休館。建替期間中は同市中区の旧横浜市立横浜総合高等学校（現横浜武道館）の体育館内で神奈川スケートリンク関内を営業していたが、2015年11月30日に営業終了。
横浜銀行が命名権を取得。名称を横浜銀行アイスアリーナとし、2015年12月21日に再オープンした。

## 沿革
- 1949年
  - 3月 - 日本貿易博覧会の建物として利用するため、土浦海軍航空隊工廠倉庫を当地に移築[1]。
  - 3月15日∼6月15日 - 日本貿易博覧会の演芸館として使用。
  - 11月 - 改装され「反町体育館」として第4回国民体育大会の体操競技の会場になる[1]。
- 1950年5月 - 施設管理・運営を目的として財団法人神奈川体育館が発足[1]。
- 1951年2月 - 改修が行われて、体育館とスケートリンクの運営を開始[1][3]。
- 1959年9月 - 拡張工事により、旧スケートリンクが完成[1]。
- 1964年11月24日 - 神奈川体育館の子会社として、株式会社大関酒造（現在の相模鉄道の法人格）を設立。12月1日に横浜駅西口のダイヤモンド地下街で小料理屋「大関酒造」（のちの「きしめん大関」、現「横浜なかや大関本店」）を開店[5]。
- 1998年3月30日 - 監督官庁からスポーツ振興の事業目的から外れているという指摘を受け、子会社の株式会社大関（旧大関酒造）を、株式会社横浜地下街（現相鉄アーバンクリエイツ）に売却[5]。
- 2001年12月25日 - 市体育協会や地元住民などが、建替に関する要望書を提出[3]。
- 2013年7月 - 財団法人神奈川体育館が、公益財団法人横浜市体育協会に吸収合併[1]。
- 2014年
  - 6月30日 - 旧スケートリンクが休館[4]。
  - 10月19日 - 旧横浜市立横浜総合高等学校の体育館内に、仮設リンク「神奈川スケートリンク関内」が開業[1][6][7]。
- 2015年
  - 11月30日 - 仮設リンク「神奈川スケートリンク関内」が閉館。
  - 12月21日 - 新スケートアリーナが開業[1]。

## 主なインストラクター
- 都築章一郎[8]
- 大森修子[9]
- 伊藤順子[9]
- 佐藤操[9]
- 鍵山正和[9]
- 都築奈加子[9]

## アクセス
- JR京浜東北線・横浜線 東神奈川駅から徒歩約5分
- 東急東横線 反町駅から徒歩約5分
- 京急本線
  - 京急東神奈川駅から徒歩約7分
  - 神奈川駅から徒歩約10分